# Ischnothyreus matang
Espèce
Ischnothyreus matang est une espèce d'araignées aranéomorphes de la famille des Oonopidae.

## Distribution
Cette espèce est endémique du Sarawak en Malaisie,.

## Description
Le mâle holotype mesure 1,59 mm et la femelle paratype 1,90 mm.

## Étymologie
Cette espèce est nommée en référence au lieu de sa découverte, la ville de Matang.

## Publication originale
- Kranz-Baltensperger, 2011 : The oonopid spider genus Ischnothyreus in Borneo (Oonopidae, Araneae). Zootaxa, no 2939, p. 1-49.